# Dommelen

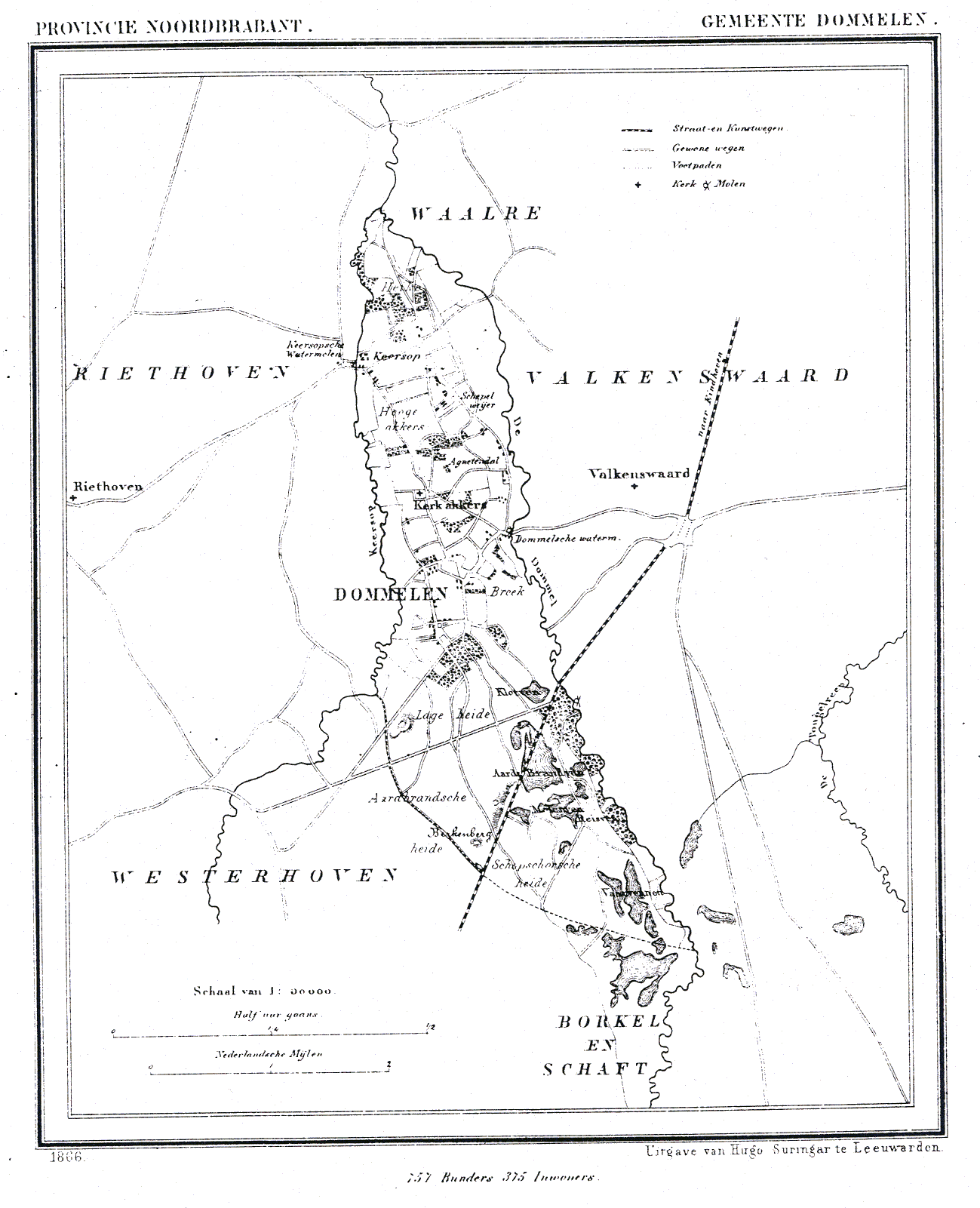
La commune de Dommelen en 1866

Dommelen est un village qui dépend de la commune de Valkenswaard, dans la province du Brabant-Septentrional aux Pays-Bas. Le village est situé au sud-ouest d'Eindhoven, entre Dommel et Keersop.
Dommelen tire son nom du Dommel, petite rivière qui traverse le village. Grâce à la présence de cette eau douce le village a pu se faire un nom en produisant une bière notable, la Dommelsch. Le village possède également un vieux moulin à eau d'intérêt historique.
Dommelen est restée une commune indépendante jusqu'en 1934, date à laquelle elle fusionne avec Valkenswaard.